# 小樽短期大学
小樽短期大学（おたるたんきだいがく、英語: Otaru Junior College）は、北海道小樽市入船4-9-1に本部を置いていた日本の私立大学である。1967年に設置され、2008年に廃止された。大学の略称はOJC。

## 概要

### 大学全体
- 北海道小樽市に所在した日本の私立短期大学で、設置主体は学校法人共育の森学園[1]。
- 学校法人小樽昭和学園により小樽女子短期大学として1967年に開学[2]、当初は学科数1、入学定員80名体制[3]。
- 1990年度より学科増設により2学科体制となり、1999年に小樽短期大学となり男女共学となる。
- 2004年度より再び1学科体制となる。
- 2006年度の入学生を最後に[注釈 2]、2008年に短期大学としての使命を終える[注釈 3]。

### 教育および研究
- 小樽短期大学は、英語をベースにビジネスに関する専門科目が置かれ、「観光学」と称した科目ではJR北海道の企業研修が取りいれられていたところに教育の特色があった。
- 「放送コミュニケーション演習」と称した科目ではエフエム小樽放送局の協力が得られた。
- 外国語科目にはハングル語があった。

### 学風および特色
- 小樽短期大学では、オーストラリア語学研修やハワイリゾートホテルでのホテル実習ほかニセコ研修が執り行われていた。
- 新入生歓迎会にダンスパーティーが採り入れられていた。
- 仏教系の短期大学として位置づけられていた[7]。

## 沿革
- 1953年
  - 8月26日 左記をもって学校法人小樽昭和学園の設立が認可される[8]。
- 1955年
  - 小樽市に女子短期大学を設置する構想がはじまる[9]。
- 1963年
  - 小樽市総合PTAを中心として、小樽女子短期大学設立期成会が発足する[10]。
- 1967年
  - 1月25日 左記を以て文部省[注 2]より短期大学の設置が認可される[11]。
  - 4月1日 小樽女子短期大学（おたるじょしたんきだいがく）として開学。設置された学科は以下の通りとなっている[12]。
    - 英文科 入学定員80名[13]
- 1967年
  - 5月1日 学生数[14]/定員
    - 英文科 59[注釈 4]/80[15]
- 1988年
  - 4月1日 英文科の入学定員を80[16]→120[17]に増員[注 3]。
  - 5月1日 学生数[20]/定員
    - 英文科 255[注釈 4]/200
- 1990年
  - 4月1日 以下の学科を増設する[21]。
    - 経営実務科 入学定員100名

  - 5月1日 学生数[22]/定員
    - 英文科 313[注釈 4]/240
    - 経営実務科 121[注釈 4]/100
- 1992年
  - 5月1日 学生数[注 4]/定員
    - 英文科 381[注釈 4]/240
    - 経営実務科 306[注釈 4]/200
- 1999年
  - 4月1日 小樽短期大学と改称[25]。共学となる。
  - 5月1日 学生数[26]/定員
    - 英文科 141[注 5]/240
    - 経営実務科 208[注 6]/200
- 2000年
  - 4月1日 英文科の入学定員を120→100に減員[27]
- 2002年
  - 4月1日 学科の入学定員減を以下の通り行う[28]。
    - 英文科 120→100
    - 経営実務科 100→80
- 2004年
  - 4月1日 この年度の入学生より英文科に経営実務科を統合して、ビジネス・コミュニケーション総合学科として改組し始める[29]。
- 2006年
  - 4月1日 ビジネス・コミュニケーション総合学科を英語・経営実務科に改称[30]。
  - 同 この年度で学生募集を最終とする[注釈 2]。
  - 8月 学校法人小樽昭和学園、民事再生法適用を申請。タカガワが再建スポンサーとなる。
  - 10月 学校法人小樽昭和学園を学校法人小樽高川学園に名称変更。
  - 11月 再建を断念。
- 2007年
  - 10月 学校法人小樽高川学園を学校法人共育の森学園に名称変更。
- 2008年
  - 7月31日 左記をもって正式に廃止とする[注釈 3]。

## 基礎データ

### 所在地
- 北海道小樽市入船4-9-1[注釈 1]

### 象徴
- 小樽短期大学カレッジマークはオリジナルなものとしては右記資料にある[10]。

### 歴代学長
1. 木曽栄作（1967年4月、就任）小樽商科大学名誉教授
2. 北村正司（1982年4月～）小樽商科大学短期大学部名誉教授
3. 斎藤要（1989年4月～）小樽商科大学名誉教授
4. 小南武朗（1995年11月～）
5. 筧無関（1999年11月～）駒澤大学名誉教授
6. 渡辺誠三（2002年4月～）
7. 石橋政雄（2004年4月～）
8. 高橋敏明（2005年6月～）
9. 高川准子（2006年8月～）
10. 林堯（2007年8月～）

## 教育および研究

### 組織

#### 学科
- 英語・経営実務科 入学定員140名[注 7]

##### 過去の学科体制
- 英文科 入学定員60名[注釈 5]
- 経営実務科 入学定員80名[注釈 5]

##### 設置計画のあった学科
- 保育科[注 8]
- 看護福祉科[注 9]。

#### 専攻科
- なし

#### 別科
- なし

#### 取得資格について
- 中学校教諭二種免許状（英語）[33][34]

#### 附属機関
- 附属図書館（閉学後も「学校法人共育の森学園旧小樽短期大学附属図書館」として2023年現在も存続）[35]

### 研究
- 『小樽女子短期大学研究紀要』[36]
- 『小樽短期大学研究紀要』[37]

## 学生生活

### 部活動・クラブ活動・サークル活動
- 小樽短期大学で活動していたクラブ活動[38]
  - 体育系：サッカー・バスケットボール・バレーボール・バドミントン・スキー・テニスほか
  - 文化系：英語研究・華道・茶道・軽音楽・簿記・ボランティア・インターネット ・英語研究・華道・茶道・軽音楽・簿記・ボランティア・インターネットほか

### 学園祭
- 小樽短期大学の学園祭は「聖丘祭」と呼ばれていた[39]。

### スポーツ
- 1999年、男女共学になった際にバスケットボール部が創部され、「北海道地区大学体育大会」に参加していた[39]。

## 大学関係者と組織

### 大学関係者
歴代学長
小樽短期大学#歴代学長を参照
教員
- 工藤忠幸
- 本間雅美
- 杉本拓

### 出身者
- 川嶋留美（札幌テレビ放送契約アナウンサー。札幌映像プロダクションから派遣）

## 施設

### キャンパス
- 交通アクセス：JR函館本線南小樽駅。
- 設備：図書館・体育館・学生食堂ほか

### 寮
- 小樽短期大学には「ひじり寮」と呼ばれる学生寮があり、収容定員は20名程度となっていた。

## 対外関係

### 他大学との協定

#### オーストラリア
- クイーンズランド大学

#### カナダ
- ブリティッシュコロンビア大学

#### アメリカ
- パシフィック大学

### 系列校
- 小樽明峰高等学校
- 小樽看護専門学校

## 社会との関わり
- かつて、深川駅～留萌駅を走行していたSL「すずらん号」において、本短大の学生による客室案内や車内販売が行われていたことがある。

## 卒業後の進路について

### 編入学･進学実績
- 英文科：北海道教育大学・山形大学・札幌大学・札幌学院大学・北星学園大学・北海道東海大学・弘前学院大学・聖徳大学・武蔵野大学・京都精華大学・北海学園大学ほか
- 経営科：札幌大学・北星学園大学・道都大学・北海道医療大学・北海学園大学ほか[40]